# Dysza Korta

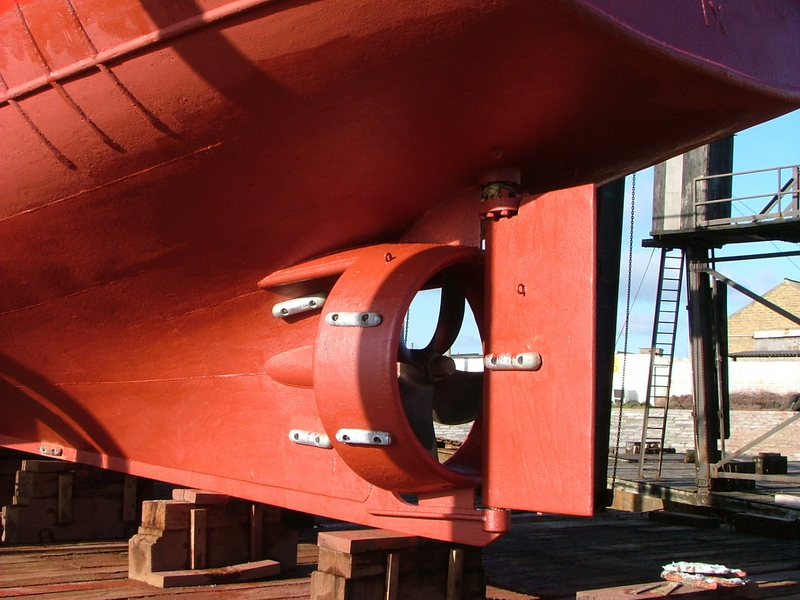
Dysza Korta

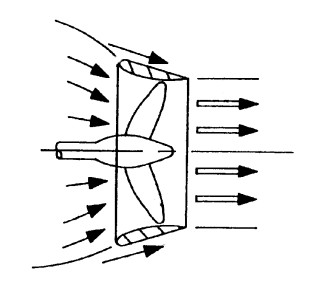
Schemat działania na szkicu przekroju

Dysza Korta – układ dyszy i umieszczonej w niej śruby napędowej jednostki pływającej. Rozwiązanie takie jest stosowane w celu polepszenia warunków pracy śruby napędowej i zwiększenia jej sprawności. Dysza Korta może zwiększyć uciąg na palu nawet o 50 procent, a zysk na sprawności maleje wraz ze wzrostem prędkości i spada do zera przy prędkości około 10 węzłów (19 km/h).
Dysza Korta najczęściej stosowana jest na holownikach, gdyż one pracują często przy małej prędkości i dużym uciągu.
Dysza Korta ma postać pierścienia, utworzonego z profilu lotniczego, otaczającego śrubę lub znajdującego się bezpośrednio za nią. Przy czym istotne jest aby pierścień był dopasowany do śruby możliwie "ciasno" (zwykle średnica wewnętrzna profilu jest o 5-10 mm większa niż średnica śruby). Pierścień może być zamocowany na stałe do kadłuba statku lub może obracać się wokół osi pionowej, wtedy zastępuje ster. Pierścień może być także przymocowany do śruby, a największy zysk na sprawności daje pierścień przymocowany między skrzydłami śruby, o średnicy wynoszącej 3/4 średnicy śruby. Konstrukcji takich nie spotyka się jednak w praktyce, ze względu na trudności konstrukcyjne (naprężenia powstające w takiej konstrukcji).
Dysza Korta montowana jest często na jednostkach pływających posiadających klasę lodową w celu osłony śruby i steru przed
fragmentami lodu.